# آلته اودر
آلته اودر (به آلمانی: Alte Oder) یک رود در آلمان است که در براندنبورگ واقع شده‌است.